# Подъём Чикаго
Подъём Чикаго (англ. Raising of Chicago) — комплекс инженерно-технических и строительных работ по постепенному повышению уровня грунта в городе Чикаго (США), осуществлявшийся в течение 1850—1860-х годов. В процессе реализации проекта уровень улиц в центральной части города был поднят в среднем на 1,2—1,5 м (в некоторых местах — до 2,4 м), а существовавшие на тот момент дороги, тротуары, здания и сооружения либо были перестроены, либо подняты на новую высотную отметку. Финансирование работ осуществлялось как из городской казны, так и за счёт средств владельцев домов.
Главным результатом осуществлённого проекта стало создание системы центральной канализации и осушение территории города.

## Предыстория
Город Чикаго расположен на берегу озера Мичиган, в низинной, подверженной наводнениям болотистой местности. Первоначальная высота берега здесь составляла всего лишь 61 см от поверхности воды. Отсутствие необходимых условий для естественного дренажа почвы и стока дождевой воды и канализации серьёзно ухудшало санитарную обстановку и создавало проблемы транспорту: после весенних паводков и сильных дождей на улицах Чикаго оставалось так много грязи, что лошади еле передвигались по городу, увязая в непролазной жиже. Одну из грунтовых дорог, ездить по которой было крайне рискованно, даже прозвали «Трясиной, где теряется всякая надежда» (англ. Slough of Despond). 
Чтобы предостеречь людей, в подобных местах устанавливались знаки с шутливыми надписями: «Кратчайший путь в Китай» (англ. Fastest route to China) или «Дно не обнаружено» (англ. No Bottom Here) и тому подобные. 
В середине XIX века многие называли Чикаго самым грязным городом Америки. Неудовлетворительные санитарные условия приводили к частым эпидемиям брюшного тифа и дизентерии. Болезни наносили огромный вред городу. Настоящим бедствием стала вспышка холеры, произошедшая в 1854 году и унёсшая жизни 6 % жителей Чикаго.
Всё это заставило муниципальные власти всерьёз заняться вопросом строительства общегородской системы канализации – первой в США. После жарких дискуссий дело сдвинулось с мёртвой точки.
В 1856 году Муниципальным Советом Чикаго был рассмотрен и утверждён план строительства городской канализации, представленный инженером Эллисом С. Чесброу (англ. Ellis S. Chesbrough). После этого начались строительные работы.
Сначала через город, прямо по улицам, с учётом необходимого уклона прокладывались канализационные трубы (строительство канализации под землёй было невозможно из-за низинного расположения Чикаго). Затем они засыпались толстым слоем грунта. Далее, уже по поднятому уровню заново прокладывались дороги и тротуары. Жилые, общественные, офисные и прочие здания либо перевозились на другие участки, либо поднимались на месте с помощью домкратов.

## Первый опыт подъёма кирпичного здания
В январе 1858 года в Чикаго был поднят первый кирпичный дом длиной 21 м весом 750 американских тонн (680 метрических тонн), расположенный на северо-восточном углу Рандольф-стрит и Дирборн-стрит. При помощи 200 винтовых домкратов дом был приподнят на 1,88 м — «без малейшего ущерба зданию», как писали газеты. Этот дом стал первым из более чем 50 сравнительно больших каменных домов, поднятых в том же году.
За процесс подъёма отвечал бостонский инженер Джеймс Браун, долгое время сотрудничавший с чикагским инженером Джеймсом Холлингсворсом. Их компания стала первой и, по всей видимости, наиболее продуктивной в мероприятиях по подъёму зданий в городе. До конца года они подняли несколько кирпичных домов, а уже следующей весной заключили контракт на подъём целого квартала каменных зданий.

## Квартал на Лэйк-стрит

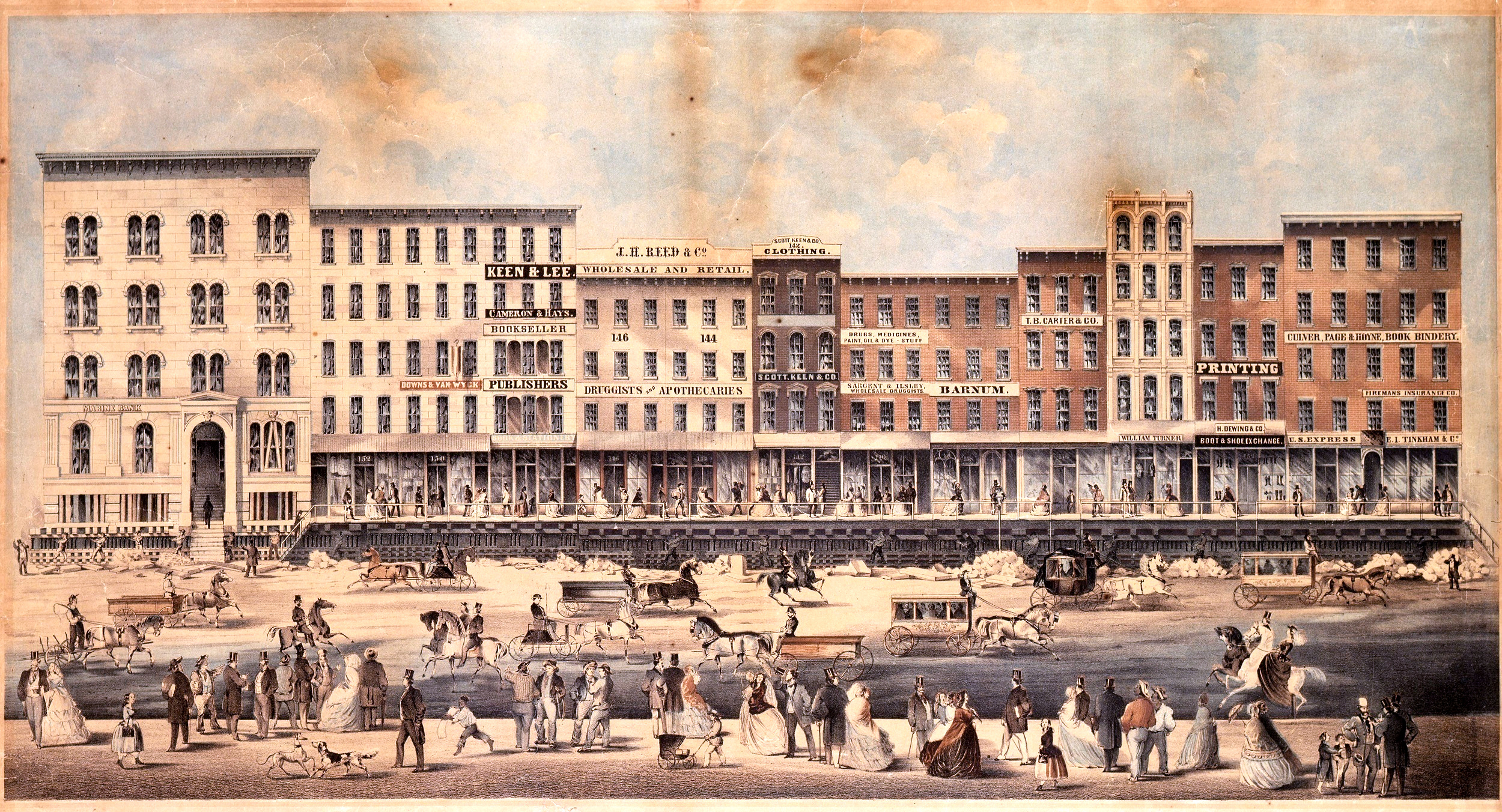
Подъём домов на Лэйк-стрит

К 1860 году уверенность в своих силах была настолько высока, что компания, в состав которой входило не менее 6 инженеров (включая Брауна, Холингсворса и Джорджа Пульмана), бралась за самые ответственные объекты в городе, поднимая их целиком за одну попытку. Так, ими была поднята половина квартала на Лэйк-стрит – целый ряд магазинов, офисов, типографий и тому подобных, общей длиной 98 м, представлявших собой 4- и 5-этажные кирпичные и каменные дома с площадью основания почти 4000 м² и весом (с учётом подвесных тротуаров) в 35 000 т.
Обычная повседневная жизнь во время работ не прекращалась ни на улице, ни внутри зданий: люди приходили и уходили, делали покупки и работали, словно не происходит ничего необычного. За 5 дней 600 рабочих с помощью такого же количества винтовых домкратов подняли квартал на высоту 1,42 м, подготовив место для возведения новых фундаментов. Это событие собрало многотысячную толпу людей, которым в последний день работ позволили пройтись по старому уровню улицы.

## Отель «Тремонт Хаус»
На следующий год в Чикаго компанией «Эль, Смит и Пульман» был осуществлён подъём отеля «Тремонт Хаус», расположенного на углу Лэйк-стрит и Дирборн-стрит. Это великолепно оснащённое здание было построено из кирпича и имело 6 этажей. Площадь его основания составляла 4000 м². И опять всё продолжало функционировать даже тогда, когда это огромное здание отрывалось от земли. Более того, некоторые гости отеля (а среди них было несколько высокопоставленных особ и член американского Сената) даже не подозревали, что в закрытом с улицы котловане работают 500 человек. Один из клиентов был весьма озадачен, обратив внимание на то, что ведущие в гостиницу ступеньки с каждым днём становилось всё круче, а окна здания, которые изначально находились на уровне глаз, в день отъезда оказались на несколько футов выше его головы.
В итоге огромный отель, который годом ранее являлся самым высоким зданием в Чикаго, был приподнят на 1,8 м.

## Дом Роббинса
Не менее примечательным был подъём Дома Роббинса — 5-этажного здания с чугунным каркасом, длиной 46 м и шириной 24 м. Дом был очень тяжёлым: изощрённая металлическая конструкция, глухая стена из камня толщиной 30 см, «заполненные тяжёлыми товарами этажи» вместе весили 27 000 т, — весомый груз для подъёма на сравнительно небольшой площади. Холлингсворс и Коуглин заключили контракт и в ноябре 1856 года «без малейших трещин и повреждений» подняли на высоту 70 см не только само здание, но и выложенный камнем тротуар длиной 70 м.

## Применение гидравлических домкратов
По имеющимся данным, по крайней мере одно здание в Чикаго — дом на Франклин-стрит — было поднято с использованием гидравлических подъёмников. Работы осуществлялись калифорнийской фирмой «Лэйн и Стрэттон», которая, по некоторым сведениям, начиная с 1853 года, использовала эту технологию для подъёма зданий в Сан-Франциско.

## Передвижка зданий
Многие деревянные каркасные здания в центре Чикаго к середине XIX века стали рассматриваться как совершенно неуместные для быстро растущего и богатеющего города. Поэтому чаще всего такие дома не поднимали, а перевозили в другое место, освобождая тем самым землю для постройки новых каменных зданий. Практика передвижки на окраины и в пригороды старых многоэтажных деревянных домов — а иногда и целых кварталов — целиком, со всей мебелью и вещами, была настолько распространённой, что воспринималась обычной грузоперевозкой. Путешественник Дэвид Макрай, посетивший Чикаго, писал: «Не было и дня, пока я находился в городе, чтобы мне не попался один, а то и несколько домов, покидавших свои кварталы. Однажды мне встретилось 9 таких зданий. Выезжая на конке с Грэйт Мэдисон-стрит, нам пришлось дважды останавливаться, чтобы пропустить дома, пересекавшие улицу». 
Как уже отмечалось выше, проводившиеся работы никоим образом не мешали обычному течению городской жизни и ведению бизнеса: магазины были открыты даже тогда, когда людям, чтобы попасть в них, приходилось взбираться в движущиеся двери.
Передвигались и кирпичные здания. Первым был дом в два с половиной этажа, совершивший короткий переезд с Мэдисон-стрит на Монро-стрит. Впоследствии каменные здания в Чикаго стали перевозить и на гораздо дальние расстояния.